# Кримінологічне прогнозування
Кримінологічне прогнозування — передбачення майбутнього стану злочинності та пов'язаних з нею явищ і факторів (криміногенної ситуації), а також виявлення основних тенденцій їх розвитку; науково обґрунтований висновок про поточну динаміку злочинності.

## Методи
- екстраполяція — порівняльний аналіз попередніх статистичних даних з їх тлумаченням стосовно майбутньої динаміки злочинності;
- експертна оцінка — врахування прогностичних ідей професіоналів щодо стану злочинності;
- кримінологічне моделювання — вивчення криміногенних явищ за допомогою побудови їх моделей.